# صعينين
صعينين هو مركزٌ سعوديٌ تابعٌ لمحافظة ضرية التابعة لمنطقة القصيم، في المملكة العربية السعودية. المركز من الفئة (ب)، ورمزه 1882 حسب دليل الترميز الموحد للمناطق الإدارية بالمملكة العربية السعودية.
رئيس مركز صعينين هو دحيم فيحان عوض بن مدلج وسكانها هم ذوي ميزان من قبيلة مطير. 